# Nyctemera fractifascia
Nyctemera fractifascia là một loài bướm đêm thuộc phân họ Arctiinae, họ Erebidae.